# Náměstí Franze Kafky
Náměstí Franze Kafky se nachází v Praze na Starém Městě. Sousedí se Staroměstským náměstím u kostela svatého Mikuláše. Vyúsťují z něj ulice U Radnice, Platnéřská, Kaprova a Maiselova. Vzniklo v roce 2000 z ulice U Radnice. Je pojmenováno po spisovateli Franzi Kafkovi (1883–1924), který se zde narodil.

## Popis

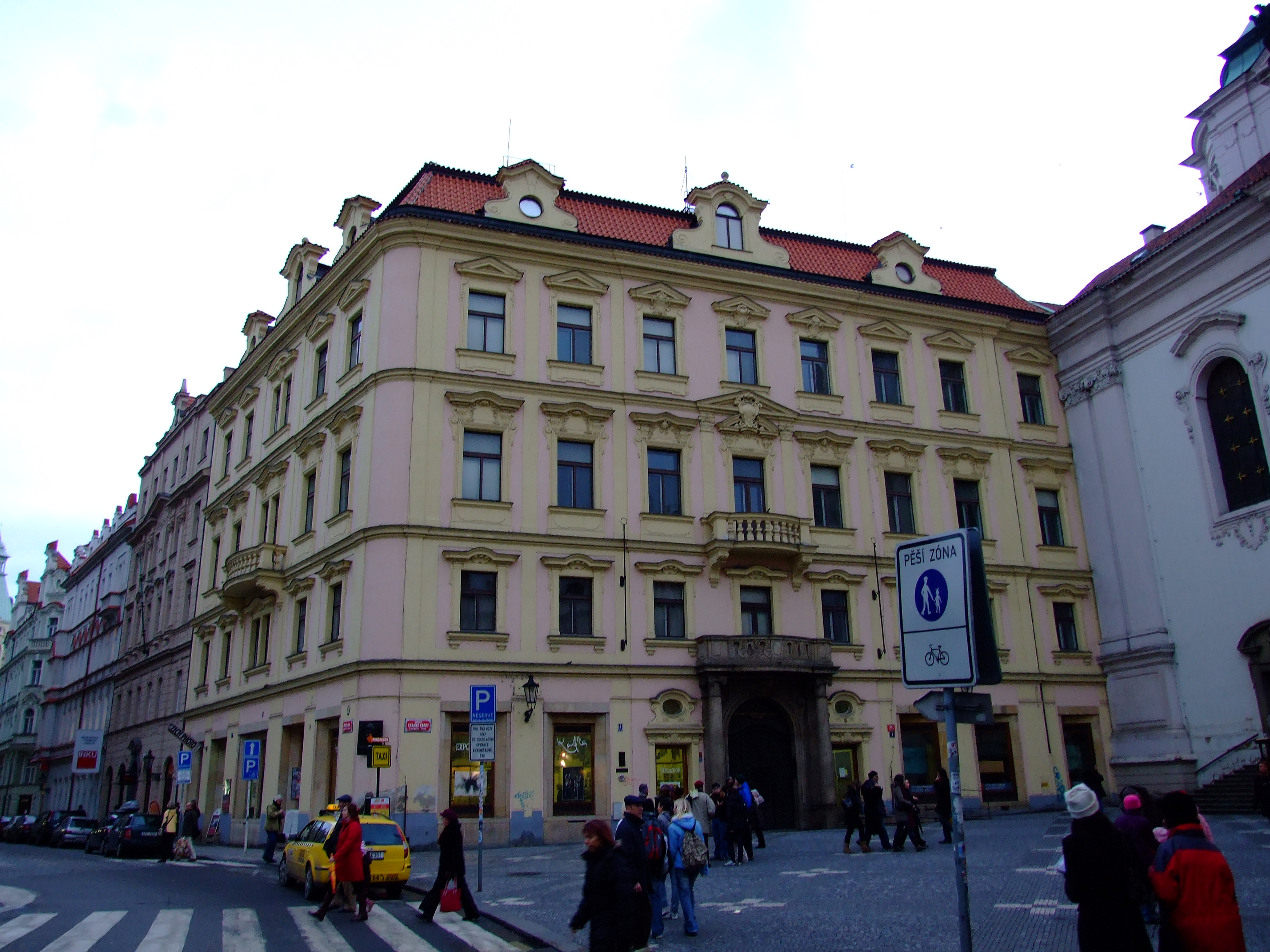
Náměstí Franze Kafky, dům na místě bývalé prelatury

Náměstí Franze Kafky je obklopeno domy a ulicemi. Na východní straně je to barokní kostel svatého Mikuláše, dnes kostel církve Československé husitské, a vstup na Staroměstské náměstí. Ke kostelu sv. Mikuláše přiléhá vlevo činžovní dům z ateliéru Osvalda Polívky (1859–1931), vystavěný v letech 1902–1903 po vzoru dřívější prelatury, která na tomto místě stála. Dům obsahuje též barokní portál původní prelatury a na rohu s ulicí Maiselovou se nachází busta Franze Kafky (dílo Karla Hladíka (1912–1967) z roku 1966) připomínající jeho rodný dům, který zde stával. V tomto domě se též nachází galerie a kavárna. Dále vlevo pak počíná ulice Maiselova jdoucí ve směru severním a šikmo k ní se přimyká ulice Kaprova.
Na západě jsou to pak budovy magistrátu, Nová radnice a Andělská kolej s cenným románským podzemím, oddělené ulicí Platnéřskou. Na jihu počíná ulice U Radnice vedoucí na Malé náměstí a nachází se zde měšťanské domy.

## Vývoj

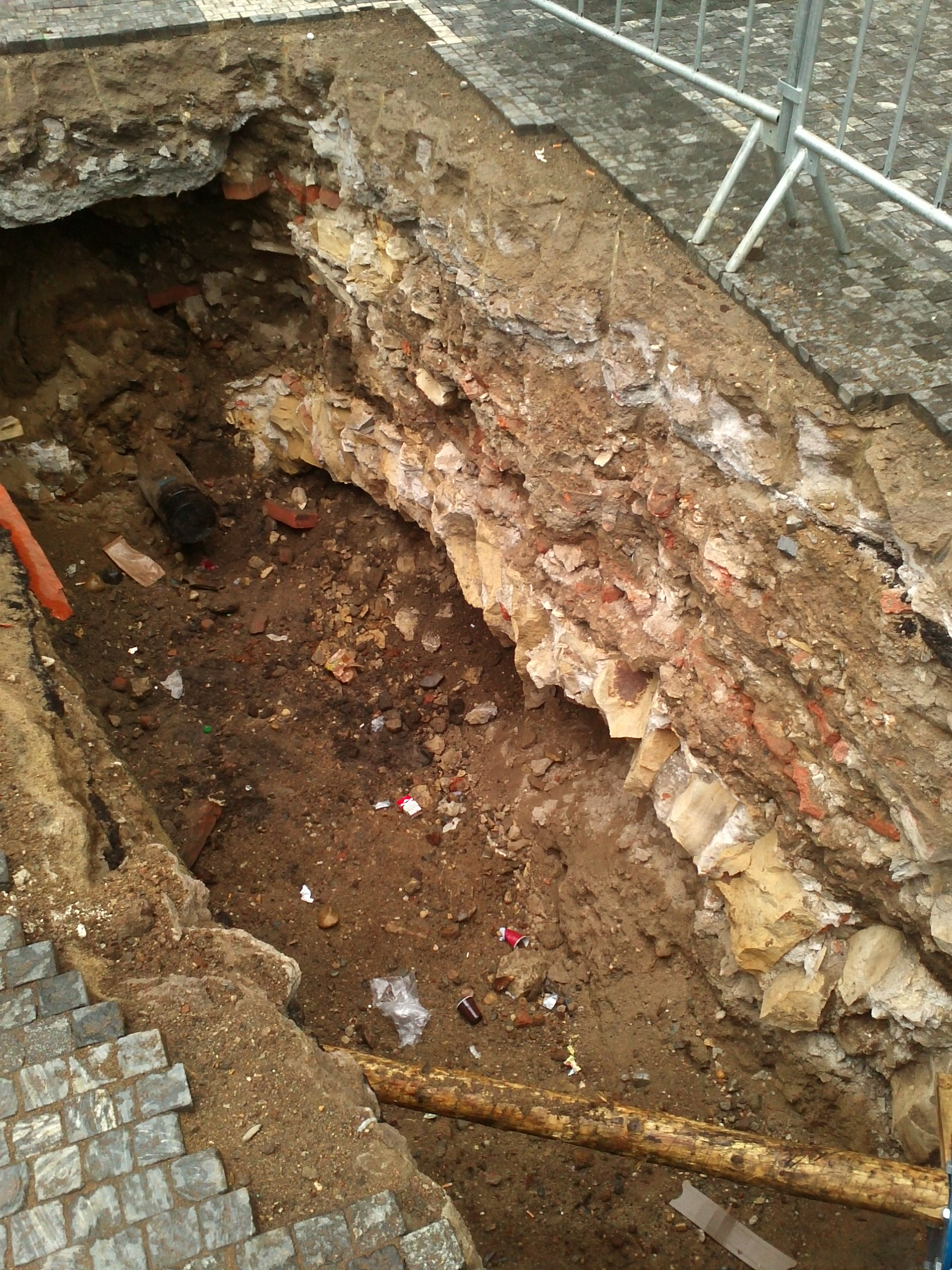
Výkop na náměstí Franze Kafky odhalil v hloubce opukový oblouk

Původně se zde od 1. poloviny 13. století do roku 1346 rozkládal plácek nazývaný Kurný trh. V letech 1727–1730 byl zastavěn prelaturou dle návrhu Kiliána Ignáce Dientzenhofera (1689–1751). Prelatura patřila ke klášteru benediktinů u sv. Mikuláše. Benediktini se sem přesunuli z bývalého klášterního stavení, které se nacházelo na sever od kostela sv. Mikuláše. V roce 1787 byl klášter zrušen a od roku 1791 byla budova využívána k různým účelům. Bydlela tu i rodina Hermanna Kafky a v roce 1883 se zde narodil spisovatel Franz Kafka.
Prostor před někdejší prelaturou a kostelem sv. Mikuláše býval v 19. století označován jako Mikulášské náměstí (Niklas Platz), na východní straně ho uzavíral Krennův dům. Budova prelatury byla v rámci Pražské asanace roku 1897 zbořena. Nový bytový dům, který zde pak vyrostl dle návrhu Osvalda Polívky, ustoupil dozadu; tím se odkryla boční strana kostela a vzniklo prostranství nynějšího náměstí. Portál z původní prelatury byl zasazen do současného domu.